# Ceratocephala caulifolia
Ceratocephala caulifolia là một loài thực vật có hoa trong họ Mao lương. Loài này được Qureshi & Chaudhri publ. 1979 mô tả khoa học đầu tiên năm 1978.